# New York Life Investments
New York Life Investments LLC ist ein US-amerikanischer Finanzdienstleister mit Sitz in Jersey City, Vereinigte Staaten. Das Unternehmen verfügt über 1.900 Investmentspezialisten, hat 28 Niederlassungen weltweit und bietet Anlegern Zugang zu institutioneller Vermögensverwaltung über Investmentfonds, börsengehandelte Fonds (ETFs), separat verwaltete Konten und nicht-traditionelle Anlagestrategien. New York Life Investments verwaltete im Jahr 2024 ein Vermögen von 740 Mrd. US-Dollar.
Es ist eine Tochtergesellschaft des Finanzunternehmens New York Life Insurance Company, der größten Lebensversicherungsgesellschaft auf Gegenseitigkeit in den USA und einer der größten Lebensversicherer weltweit.

## Geschichte
New York Life Investments wurde 1986 gegründet und bietet Anlageberatung für Finanzberater und deren Kunden an. Im gleichen Jahr wurde die MainStay-Fondsfamilie gegründet. 1991 begann MainStay mit der Bereitstellung institutioneller Investmentfonds und war damit die erste Versicherungsgesellschaft, die diese anbot. 1994 erreichten die verwalteten Vermögen der MainStay-Privatkundenfonds die Marke von 5 Mrd. US-Dollar und MainStay-Institutionsfonds ein Vermögen von fast 2 Mrd. US-Dollar. 1999 wurden GoldPoint Partners gegründet, ein heute führender Private-Equity-Manager.
2001 wurde Madison Capital Funding ins Leben gerufen, ein Direktkreditgeber für mittelständische Unternehmen mit Private-Equity-Finanzierung. 2010 wurde die in den USA ansässige Firma PA Capital übernommen, früher bekannt als Private Advisors. Im Jahr 2013 eröffnete die Niederlassung in Seoul (Südkorea). 2014 geschah der Erwerb der Investmentgesellschaft Candriam (früher Dexia Asset Management) und Ausbil, einer in Australien ansässigen Investmentgesellschaft. Die Übernahme von IndexIQ, einem führenden Anbieter von institutionellen und alternativen Exchange Traded Funds, wurde 2015 abgeschlossen. 2016 wurde die Niederlassung in Japan eröffnet. 2017 überschritten die verwalteten Vermögenswerte die Marke von 555 Mrd. US-Dollar.
Candriam gibt in 2018 eine strategische Partnerschaft mit Tristan Capital Partners bekannt, einem führenden europäischen Immobilienverwalter. 2022 schlossen sich GoldPoint Partners, PA Capital und Madison Capital Funding zu Apogem Capital zusammen, um so Werte im gesamten mittleren Marktsegment für Kunden und Sponsoren zu erschließen. Candriam betritt den europäischen Private-Equity-Markt im Rahmen einer strategischen Partnerschaft mit seiner Muttergesellschaft New York Life Investments. New York Life Investments gab im Dezember 2024 den Plan bekannt, eine 40-prozentige Minderheitsbeteiligung an Andera Partners zu erwerben. Andera ist eine europäische Investmentfirma, die auf Private-Equity-Investitionen im mittleren und kleinen Marktsegment spezialisiert ist.